# Roujin Z
Roujin Z es un largometraje de anime dirigido por Hiroyuki Kitakubo y escrito por Katsuhiro Otomo estrenado en 1991. Ha sido licenciado en España.

## Argumento
Narra la historia de Haruko, una estudiante de enfermería, y del señor Takazawa, un anciano a quien cuida en sus ratos libres.
En Japón, el Ministerio de Salud debe hacerse cargo de un gran número de ancianos, por lo que desarrolla un asistente cyborg, una especie de camilla automática, para cuidarlos, y el señor Takasawa es el primero en probarla. Haruko se inquieta y comienza a investigar.
En realidad, el diseñador del proyecto Z, el nombre del autómata, trabaja para los departamentos y agencias de seguridad de Estados Unidos, y desarrolla este artefacto como prototipo militar. La cama, que contiene al señor Takazawa, logra conectarse con Haruko y toma la personalidad de la fallecida esposa del anciano.
- Datos: Q2346325